# Horvatsko
Horvatsko je naseljeno mjesto u Republici Hrvatskoj u Varaždinskoj županiji. 

## Zemljopis
Administrativno je u sastavu grada Ivanca. Naselje se proteže na površini od 3,16 km². 

## Povijest
Nastalo je 1988. godine izdvajanjem dijela naselja Dubravca.

## Stanovništvo
Prema popisu stanovništva iz 2001. godine u naselju Horvatsko žive 143 stanovnika i to u 40 kućanstava. Gustoća naseljenosti iznosi 45,25 st./km².
| broj stanovnika |       |       |       |       |       |       |       |       |       |       |       |       |       | 155   | 143   | 173   | 171   |
|                 | 1857. | 1869. | 1880. | 1890. | 1900. | 1910. | 1921. | 1931. | 1948. | 1953. | 1961. | 1971. | 1981. | 1991. | 2001. | 2011. | 2021. |